# Лунделль, Юхан Август
Юхан Август Лунделль (25 июля 1851, Kläckeberga, Möre — 28 января 1940, Уппсала) — шведский языковед, профессор славянских языков в Уппсальском университете. Он известен своими исследованиями шведских диалектов и разработкой Landsmålsalfabetet — фонетического алфавита, используемого в диалектных исследованиях.

## Биография
Родители Лунделля — Андерс Андерссон и Каролина Олсдоттер. Начал обучение в Упсальском университете в 1871 году, получил степень бакалавра искусств в 1876 году. В 1880—1885 годы он работал секретарём в Библиотеке Уппсальского Университета.
Во время учёбы в Уппсальском университете возник его интерес к шведским диалектам. Он создал фонетический алфавит Landsmålsalfabetet в 1878 году; в том же году он основал ежегодный журнал Svenska landsmål och svenskt folkliv («Шведские диалекты и фольклор»), который по состоянию на 2018 год всё ещё издавался. Он был главным редактором журнала на протяжении многих лет.
В 1882 году Лунделль стал первым шведским профессором (доцентом) фонетики, и в 1891 году первым профессором славянских языков. В Уппсале он преподавал болгарский, старославянский, сербский, польский и русский языки. Сотрудничал с журналом «Филологические записки», выпускавшимся под редакцией А. А. Хованского, по предложению которого написал на французском языке рецензию на методику интеллектуального и нравственного развития «Живое слово». В 1893 году он получил степень почетного доктора Уппсальского университета.
В 1892 году Лунделль основал Основную упсальскую гимназию, частную общеобразовательную школу в Уппсале. Начиная с 1960 года, когда она была преобразована в государственную школу, она была известна как Lundellska skolan («Школа Лунделля»).
Лунделль женился на Мари-Луизе Юнссон в 1882 году.